# Chromis dasygenys
Chromis dasygenys là một loài cá biển thuộc chi Chromis trong họ Cá thia. Loài này được mô tả lần đầu tiên vào năm 1935.

## Từ nguyên
Từ định danh dasygenys được ghép bởi hai âm tiết trong tiếng Hy Lạp cổ đại: dasús (δασύς; "xù xì, thô ráp") và génus (γένυς; "hàm, miệng"), hàm ý đề cập đến lớp vảy lởm chởm ở xương trước nắp mang của loài cá này.

## Phạm vi phân bố và môi trường sống
C. dasygenys được ghi nhận từ vịnh Delagoa (Mozambique) trải dài đến Durban (Nam Phi), tuy nhiên các mẫu vật thu được từ lưới kéo cho thấy loài này có phạm vi kéo dài về phía bắc đến Somalia.
C. dasygenys sống tập trung trên các rạn san hô viền bờ và trong các thảm cỏ biển ở độ sâu khoảng 2–40 m (được tìm thấy sâu hơn ở vùng biển phía bắc).

## Mô tả
C. dasygenys có chiều dài cơ thể lớn nhất được ghi nhận là 12 cm. Loài này có màu xanh lam xám, ửng vàng hơn ở đỉnh đầu và thân. Vảy cá có các đốm màu xanh lam. Nửa trên của gốc vây ngực có một đốm đen lớn. Vây bụng, vây lưng và vây hậu môn có viền xanh lam nhạt. Đốm trắng thường xuất hiện trên cuống đuôi (ngay sau vây lưng). Các vây cũng có nhiều vệt đốm xanh.
Số gai ở vây lưng: 13; Số tia vây ở vây lưng: 12–13; Số gai ở vây hậu môn: 2; Số tia vây ở vây hậu môn: 12–13; Số tia vây ở vây ngực: 19–20; Số gai ở vây bụng: 1; Số tia vây ở vây bụng: 5.

## Sinh thái học
Thức ăn của C. dasygenys là động vật phù du. Cá đực có tập tính bảo vệ và chăm sóc trứng; trứng có độ dính và bám vào nền tổ.